# 宮城県道245号角田大内線

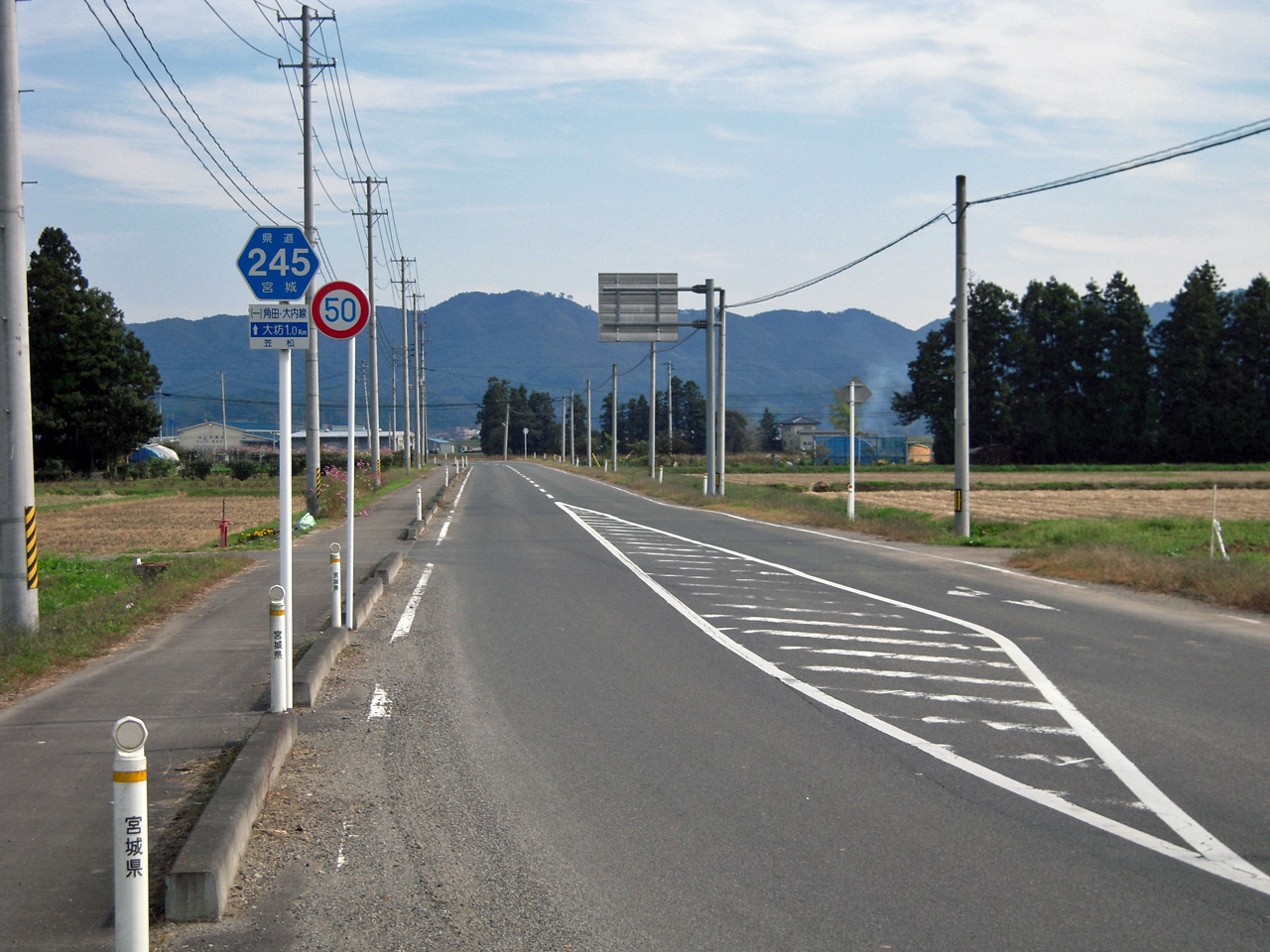
角田市笠松付近（2008年10月）

宮城県道245号角田大内線（みやぎけんどう245ごう かくだおおうちせん）は、宮城県角田市と宮城県伊具郡丸森町大内地区とを結ぶ一般県道である。

## 概要
- 実延長：8,853.1 m
- 起点：角田市枝野（宮城県道44号角田山元線交点、大坊大橋たもと）
  - 宮城県道44号角田山元線とは角田市島田で再び出会い、亘理郡山元町との境にある小斎峠まで重複する。
- 終点：伊具郡丸森町大内字七夕西
- 路線認定：1983年（昭和58年）1月11日
  - それまでの県道小斎峠角田線および県道丸森山元線を再編する形で路線認定された。

## 通過する自治体
- 宮城県
  - 角田市
  - 亘理郡山元町
  - 伊具郡丸森町

## 接続する道路
- 宮城県道44号角田山元線（角田市枝野(起点)と重複区間にて）
- 宮城県道28号丸森柴田線（角田市島田、宮城県道44号角田山元線と重複）
- 宮城県道・福島県道103号金山新地停車場線（伊具郡丸森町大内）
- 国道113号（終点）

## 重複区間
- 宮城県道44号角田山元線（角田市島田 - 亘理郡山元町小斎峠 約？km）
- 宮城県道・福島県道103号金山新地停車場線（伊具郡丸森町大内）